# Heterarmia
Heterarmia is een geslacht van vlinders van de familie spanners (Geometridae), uit de onderfamilie Ennominae.

## Soorten
- H. buttneri Hedemann, 1881
- H. conjunctaria Leech, 1897
- H. costipunctaria Leech, 1897
- H. charon Butler, 1878
- H. dilectaria Leech, 1897
- H. diorthogonia Wehrli, 1925
- H. dissimilis Staudinger, 1897
- H. farracearia Leech, 1897
- H. incongruaria Leech, 1897
- H. lenticularia Leech, 1897
- H. menoides Wehrli, 1943
- H. montanaria Leech, 1897
- H. nigriflexa Prout, 1914
- H. polioleuca Wehrli, 1943
- H. pulveraria Wileman, 1912
- H. rybakowi Alphéraky, 1892
- H. sternecki Wehrli, 1943
- H. subdilecta Wehrli, 1943
- H. tristaria Leech, 1897